# Historia przyszłości
Historia przyszłości (fr. L’histoire d’avenir) – nigdy nieopublikowane, monumentalne dzieło literackie Adama Mickiewicza, pisane przez autora od roku 1829 przez kilkanaście kolejnych lat, podczas pobytu w Petersburgu, Dreźnie i Paryżu. Okresem szczególnie intensywnej pracy poety nad redakcją tego utworu były lata 1834–1838. Rękopisy kolejnych wersji zaginęły lub zostały zniszczone, lecz pewnych informacji o nich dostarczają zachowane zapiski i korespondencja przyjaciół poety. Antoni Edward Odyniec w liście do Juliana Korsaka nazwał Historię przyszłości Don Kichotem swojego czasu.
Wiadomo, że powstało siedem wersji Historii..., przetrwało z nich jednak tylko kilka kart (z roku 1833 i 1835) oraz liczne relacje z drugiej ręki. Adam Mickiewicz bowiem, za namową przyjaciół, sukcesywnie darł, palił i wyrzucał kolejne rękopisy, gdyż obawiał się, iż ich publikacja mogłaby zaszkodzić sprawie polskiej, jako że utwór prognozował nader poważną wizję przyszłości, rozbieżną z ówczesną sytuacją społeczno-polityczną.
Najwcześniejsza, tzw. petersburska wersja Historii przyszłości to powieść utopijna, zaliczana do fantastyki politycznej, naukowej i społecznej, przedstawia wizję przyszłości o typie racjonalistycznym. Kolejne wersje mają charakter traktatów historycznych, publicystyki, bądź historii alternatywnych z elementami humoru i groteski, a ostatnia stanowi powieść antyutopijną. Historia... to utwór napisany przez Mickiewicza częściowo po polsku, a częściowo – w języku francuskim. Inspirowana była w pewnym stopniu lekturą technicystycznej utopii
Jana Tadeusza Bułharyna (Сцена из частной жизни в 2028 году, 1828), a później także twórczością Władimira Odojewskiego (Косморама, 1840).

## Wersja pierwsza
Znamy ją z informacji przekazanych przez przyjaciela poety Antoniego Odyńca (od niego pochodzi także wiadomość o tytule utworu). Powstała w Petersburgu w roku 1829, rękopis zaginął. Napisana po francusku, przedstawiała fantazję na temat dalszych losów ludzkości – przyszły triumf techniki i upadek moralny Europy, a także jej uratowanie przez kobiety przed najazdem Chińczyków.
Obserwacja konkretnych osiągnięć współczesnej wynalazczości i pierwszych prób technicyzacji życia, doprowadziła Mickiewicza do stworzenia oryginalnego obrazu przyszłych czasów, w których człowiek przezwycięży czas i przestrzeń oraz nawiąże komunikację międzyplanetarną. Świat uległ rozszerzeniu dzięki wejściu Ziemi w stosunki z planetami  – nie zachowały się jednak opisy Mickiewiczowskich obcych.
Autor zdawał sobie sprawę z roli komunikacji kolejowej, stąd też jego Europa zostaje pokryta gęstą siecią kolei żelaznych, co przemienia postać świata. Dzięki wielkim statkom przemierzającym oceany i rozwożącym towary w różne części świata, dojdzie do powstania międzynarodowych targów. Mickiewicz opowiada o całych miastach domów i sklepów budowanych z żelaza na kołach, a pędzących po kolejach żelaznych ze wszech stron ludu na jarmark pod Lizboną, dokąd znowu ocean w olbrzymich okrętach przynosi płody innych części świata.
Pojawiają się w prognozie poety Archimedesowe zwierciadła ustawione na ogromnych przestrzeniach w ten sposób, że ogniste litery odbite w pierwszym w okamgnieniu odbijane są w ostatnim. Dzięki temu możliwe stało się błyskawiczne przekazywanie informacji do najdalszych zakątków naszego globu. Na niebie wiszą olbrzymie teleskopy, przez które z balonów można całą Ziemię obejrzeć, a z Ziemi widzieć, co się dzieje na jej satelitach.
Przewidziany został przez Mickiewicza niebywały rozkwit techniki, a więc balony, latające w powietrzu jak żurawie lub gęsi, mogące docierać na inne planety, czy przyrządy akustyczne, za pomocą których siedząc spokojnie przy kominku, w hotelach, można słuchać dawanych w mieście koncertów lub wykładów lekcji publicznych. Autor widział także możliwość budowy samolotu (cięższej od powietrza machiny latającej z własnym napędem): Kiedyś może się ta sztuka tyle wydoskonalić, że maszyna parowa będzie latać na własnych skrzydłach, bez balonu.
Mickiewicz ukazuje Europę, która padła w przyszłości pod najazdem Chińczyków, lecz Zachód uratowały kobiety – to one są wojownikami jutra. W dwuizbowym polskim parlamencie kobiety zasiadają w izbie niższej, mężczyźni – w izbie wyższej. Zwycięską bitwę nad Wisłą stoczy bohaterska kobieta-wódz, stojąca na czele niewiast i młodzieży, czyli tych części społeczeństwa, która nie wyzbyły się uczucia, poświęcenia i heroizmu.
Utwór Mickiewicza jest nie tylko utopijnym obrazem przyszłości, ale także historią. Przedstawiona wizja została bowiem ujęta z pozycji spraw należących już do przeszłości. Narrator wypowiada swoje kwestie w trzecim wieku trzeciego tysiąclecia; on sam jest historykiem, a jego dzieło – historiografią. Wyjściowa sytuacja fabularna przypada na rok 2000, dwa dalsze rozdziały przedstawiają obraz lat 2100–2200. Utwór kończy się opisem nawiązania przez ludzi kontaktu z innymi cywilizacjami w Kosmosie.

## Wersja druga
Powstała w Paryżu i Dreźnie, napisana po francusku w latach 1831–1833 i podobno spalona w roku 1833, określana również jako redakcja I. Wersja ta nawiązuje do publicystycznej fazy utopii oświecenia, narracja przybiera postać historiograficznego opisu wolteriańskiego.
Autor ukazuje sytuację polityczną we Francji po obaleniu rządów Ludwika Filipa. Europa zostaje ogarnięta rewolucją. Republikanie dostają się w kleszcze dwóch armii: monarchistycznej i wojsk sfederowanych (nieludzkich w okrucieństwie proletariuszy, którzy doprowadzili do rozłamu w starej partii radykalistów na realistów i ludzi). Na czele sfederowanych stoją rozzuchwaleni przywódcy: Didko, Wizat i Oprawca, domagający się zniesienia
praw dziedziczenia i zastąpienia nazwisk liczbami. Przedkładano zatem, aby nazwiska zastąpić znakami liczb, gdyż te nie wyrażają nic i jako takie łatwo można je zmieniać. W ten sposób Francja, podzielona na dziesięć serii, obejmowałaby w każdej serii pewną liczbę obywateli. Pierwszy urzędnik pierwszej serii miałby numer 1, jego podwładni – numery 2, 3 itd. Prości obywatele nie mieliby żadnego współczynnika. Systemat tego rodzaju zadałby ostatni cios osobistej miłości własnej tudzież indywidualizmowi. Krwawe walki kończą się rzezią monarchistów, a republikanie rozprawiają się z proletariuszami.
Uwidacznia się wyraźnie w tych prognozach zapowiedź nieuchronnych zmian politycznych i społecznych, które zwiększają nadzieję na wyzwolenie Polski, ale zarazem przerażają konsekwencjami rozpętanych żywiołów, emocji, zwierzęcych instynktów człowieka.

## Wersja trzecia
O jej istnieniu zaświadcza wyjątek z listu do jednego z redaktorów, ogłoszony w języku polskim w Pielgrzymie Polskim w roku 1833. Ta wersja Historii przyszłości powstała w czasie pisania Pana Tadeusza, jest rodzajem historii alternatywnej.
Mickiewicz przedstawia powstanie listopadowe zakończone zwycięstwem Polaków. Wojsko polskie, armia powszechnej rewolucji europejskiej, maszeruje z zachodu na wschód, z Francji przez Niemcy, Dyneburg, Nowogród Wielki, by z końcem XIX wieku zniszczyć carską Rosję i, po zwycięstwie nad Oką, stworzyć Rzeczpospolitą Syberyjską. W roku 1899 pokój powszechny w Europie. Autor powraca do założeń powieści przyszłościowej, kreśląc nieco humorystyczną wizję przyszłej Polski na tle nowych instytucji społecznych i cudownych wynalazków. W kraju buduje się olbrzymie gmachy, w powszechnym użyciu znajduje się moneta zwana kościuszkiem, powstaje nawet nowe słownictwo, odpowiadające nowym potrzebom i stosunkom socjalnym (np.: wodnica, Wielki Bakałarz itp.).
W historii alternatywnej, w której powstanie listopadowe poniosło klęskę, Polska została wchłonięta przez Rosję. Europa jęczała pod batem cara Iwana. Wszystko zmierzało ku gorszemu. We Francji instytucje społeczne istniały tylko na pokaz i od zewnątrz.

## Wersja czwarta
Powstała ona po napisaniu Pana Tadeusza w latach 1834–1835, nazywana jest także redakcją II. Rękopis został przez autora zniszczony, wiadomo jedynie, że ta wersja ujmuje przyszłość w świetle zwycięskiego bonapartyzmu.

## Wersja piąta
Z niej pochodzi fragment zachowany w autografie stanowiącym obecnie własność Muzeum Mickiewicza w Paryżu. Są to właściwie dwa fragmenty Historii przyszłości w języku francuskim, które stanowią kopie dwóch fragmentów z wersji II i III, lecz tworzą nowy, samoistny układ literacki.

## Wersja szósta
Powstała około roku 1842 (rękopis spalony). Znana z relacji Jana Scovazziego przekazanej Władysławowi Mickiewiczowi. Wiadomo stąd jedynie to, że wersja ta nie podejmuje wątków imaginary history, choć opiera się na racjonalistycznych motywacjach.

## Wersja siódma
Zamieszczona w Avant-propos Władysława Mickiewicza w Melanges posthu-mes. Stanowi improwizację na temat przyszłości według opowiadania Stefana Gałęziowskiego. Adam Mickiewicz wygłosił ją, gdy znajdował się pod wpływami towianizmu i dość radykalnie zmienił swój pogląd w kwestii postępu technicznego i prognozy przyszłości. Sama wypowiedź powstała jako replika na koncepcję miasta – falansteru Karola Fouriera zawartego w traktacie Traile de Fassociation demestique et agricole (1822). Mickiewicz poznał doktrynę saintsimonistów w czasie pobytu w Rosji, przestudiował ją dokładniej w Paryżu; wywołała ona u niego lęk przed przyszłością, w której człowiek zostałby zagubiony w społeczeństwie zorganizowanym przez pedantyczne i małostkowe reformy.
W satyrycznej improwizacji poeta opowiada o mieście przykrytym dachem tak jak dom i wyparkietowanym tak jak mieszkanie, ogrzanym i oświetlonym, odciętym od przyrody i kaprysów klimatu. Poza miastem znajduje się szczęśliwa wyspa, pozbawiona dobrodziejstw cywilizacji, lecz dostępna tylko nielicznym.
Autor karykaturuje przyszłe społeczeństwo dobrobytu – odizolowane od natury, wyręczane przez technikę z walki o byt, umniejszone duchowo, niewidujące nawet księżyca i gwiazd, i tym samym odcięte od źródła wzruszeń i najcenniejszych podniet estetycznych. W wyniku polemiki z koncepcjami saintsimonistów Mickiewicz stworzył zalążki nowej odmiany literackiej antyutopii, choć nie był w swych refleksjach osamotniony (traktaty Ruskina, Musseta, Emersona).

## Analiza
Według Andrzeja Niewiadowskiego, utwór ten był inspirowany Mikołaja Doświadczyńskiego przypadkami Ignacego Krasickiego z 1778 r. .

## Mickiewicz jako prekursor science-fiction
Utwór, chociaż zachowany tylko w niewielkich fragmentach i relacjach z drugiej ręki, wskazuje na znaczący zmysł profetyczny autora, który już w pierwszej połowie XIX wieku prognozował olbrzymi postęp technologiczny i cywilizacyjny ludzkości. Mickiewicz przewidział w Historii przyszłości wiele przełomowych wynalazków, jak urządzenia do zapisu i transmisji dźwięku i obrazu, kino, samoloty, pojazdy kosmiczne, światłowody (idea przekazywania informacji za pomocą promieni świetlnych odbijających się od luster – zwierciadła Archimedesowe), elektroniczne systemy ewidencji ludności (powstanie społeczeństw ludzi ponumerowanych poprzez zastąpienie nazwisk liczbami). Jak dalece zaawansowana była myśl wieszcza wskazuje fakt, że telefon wynaleziono dopiero w 1875 roku, fonograf – dwa lata później, a Juliusz Verne, najsłynniejszy dziewiętnastowieczny pisarz science-fiction wydał swoją pierwszą powieść dopiero w roku 1863. Badacze literatury uznają, że nieopublikowane dzieło Mickiewicza, prekursorskie wobec osiągnięć europejskiej fantazji naukowej, tworzące podwaliny pod wykształconą znacznie później konwencję science-fiction, mogło zrewolucjonizować literaturę światową. Najprawdopodobniej wyprzedzało ono wizje Juliusza Verne’a, Herberta George’a Wellsa i Jerzego Żuławskiego, a nawet prześcigało je w naukowo-technicznych i społecznych spekulacjach. Było również nader odważne i trafne w ocenie przemian społecznych i świadomościowych.
Autor Historii... okazał się głębokim realistą dostrzegając uzależnienia pomiędzy osiągnięciami nauki, techniki i przemysłu a typem psychicznym wytwarzającego je człowieka, jego charakterem, postawą, moralnością, kulturą. Racjonalistyczna wizja przyszłości nie zyskuje całkowitej aprobaty Mickiewicza. Współczesne poecie wynalazki, postęp techniczny, rozwój przemysłu budzą obawę, że ułatwione życie i komfort doprowadzą człowieka do jego jednostronnego rozwoju. Po pierwsze, pogrążając się w kulcie rozumu i materializmie, straci zdolność do porywu ideowego. Po drugie – popadnie w gnuśność, egoizm i obojętność, które zadecydują o bezbronności całych społeczeństw nieprzygotowanych na odparcie ataku innych zbiorowości zachowujących siłę, wolę, pragnienie przekształcenia świata.
Mickiewicz tworzy w ten sposób nowy gatunek literacki – historię przyszłości, i to na długo przed analogiczną koncepcją Herberta Wellsa. Wizja Polski ratującej Europę przed zagładą jest śladem mesjanistycznych zainteresowań poety. Ciekawa jest także koncepcja zagrożenia ze Wschodu – na najeźdźców wybrał Mickiewicz Chińczyków, choć ówczesne Chiny nie były silne pod względem politycznym, a poza tym – w znacznym stopniu uzależnione od Anglii. Tworząc wersję prognozy katastroficznej, Mickiewicz dał wyraz pewnym możliwościom myślowym rozwiniętym na szerszą skalę w literaturze i filozofii dwudziestolecia międzywojennego, np.: Spengler (Zmierzch Zachodu, 1917), Znaniecki, Zdziechowski – scjentyficzne historie batalistyczne, twórczość Witkacego (Pożegnanie jesieni, 1927; Nienasycenie, 1930).
Mickiewicz nie przekreślał ani zdobyczy nauki, ani postępu technicznego. Był jednak konsekwentnym krytykiem rozumu i nauki bez sumienia. Wynikało to z jego przeświadczenia, że absolutyzacja nauki, szkiełka i oka, jest uzurpacją, która może doprowadzić ludzkość do katastrofy, że sumienie i moralność ludzi, którzy w przyszłości będą rządzić cudami przemysłu, a przez nie światem, nie jest sprawą obojętną, mało ważną. I że już teraz – wyprzedzając przyszłość – należy o tym myśleć i nad tym pracować.
W roku 1843 Mickiewicz mówił o przyszłości cywilizacji przemysłowej, zwracając się do swoich młodych słuchaczy w College de France: Niechaj was nie uwodzi doktryna prawiąca nieustannie o „specjalnościach”, jak gdyby przeznaczeniem młodzieży dzisiejszej było tylko doskonalić drobiazgowe szczegóły przemysłu. Nikt bardziej od nas nie podziwia cudów przemysłu i jego niezmiernej potęgi, która opanuje na koniec cały świat; ale tu chodzi o sprawę wyższą, chodzi o to, jaki to duch posłuży się tymi wszystkimi niezmiernymi środkami przemysłowymi, jaki to duch obejmie rządy świata. Arsenały nie mają własnego zdania, arsenały są do użytku zwycięzcy.